# Cochliomyia macellaria
Espèce
Cochliomyia macellaria est une espèce de diptères de la famille des Calliphoridae du genre Cochliomyia qui regroupe les vers-à-vis du nouveau monde.
Cochliomyia macellaria est appelée asticot à viande secondaire car ses larves produisent des myiases, mais se nourrissent uniquement de tissus nécrotiques . C. macellaria, comme C. hominivorax, prospère dans les zones tropicales chaudes.
Elle n'a pas fait l'objet de programme d'éradication car elle est largement inoffensive et a été utilisée dans certains cas comme asticot chirurgical. Elle est aussi utilisée en médecine légale pour déterminer un intervalle post-mortem.

## Description
C. macellaria est une mouche carnivore dont les larves ne consomment que du tissu nécrotique, soit celui de la charogne, soit celui d'un hôte animal ou humain (myiase).
Tous les vers à vis secondaires ont le corps vert métallique stéréotypé du genre et les larves de C. macellaria sont extrêmement similaires à celles de C. hominivorax. Le moyen le plus efficace de différencier les deux espèces est de noter l'absence sur C. macellaria des tubes trachéaux pigmentés distinctifs, la présence d'un motif d'épines en forme de V sur la protubérance anale ainsi que l'absence de sclérite buccale.

### Cycle de vie
Le cycle de vie général de C. macellaria est similaire à celui de tous les autres diptères en ce sens qu'ils sont holométaboles. Les quatre stades sont l'œuf, la larve, la nymphe et l'adulte.
Un cycle de vie complet dure en moyenne 21 jours dans les conditions optimales d'un environnement chaud et humide, mais peut durer jusqu'à trois mois dans des climats plus froids. Les femelles ne pondent qu'une seule fois dans leur vie et peuvent pondre de 100 à 400 œufs par couvée. Elles pondent généralement leurs œufs au bord d'une plaie ouverte. Les zones nasales, orales ou anales de l'hôte sont particulièrement sujettes à la ponte.
Les larves éclosent environ 12 à 21 heures après la ponte des œufs. Elles sont de couleur crème.
Après cinq à sept jours, les larves tombent et s'éloignent de la source de nourriture pour se nymphoser. Les larves s'enfouissent dans la première couche de terre végétale, sous les feuilles ou les ordures, et commencent leur nymphose. La nymphe est de couleur brun foncé. Cette étape peut durer de sept jours à une température chaude jusqu'à deux mois si le temps est beaucoup plus froid.
Les adultes émergent et passent un jour ou deux à finir leur maturité.

#### Adulte
Comme tous les diptères, C. macellaria a trois régions corporelles (tête, thorax et abdomen), trois paires de pattes, une paire d'ailes antérieures utilisées pour le vol, une paire de licols, ailes postérieures modifiées, et une paire d'antennes.
Elle partage de nombreuses caractéristiques avec la mouche domestique commune. Notamment, comme toutes les espèces de la famille des Calliphoridae, elle a des poils sur leurs mérones, des aristas plumeuses et des calyptères bien développés.
C. macellaria est de couleur allant du vert métallique au vert bleuâtre en coloration majeure, avec des soies sur la surface dorsale de la veine de la tige, des gena orange, des stigmates antérieurs blanc pâle, des palpes filiformes et trois bandes longitudinales noires (vittae) sur le notum du thorax. Elle a des sétules pâles sur la plaque fronto-orbitale à l'extérieur de la rangée de poils frontaux, ce qui la distingue de C. hominivorax qui a ses sétules sombres sur la plaque fronto-orbitale à l'extérieur de la rangée de poils frontaux. La femelle C. macellaria a un basicoste jaunâtre.
C. macellaria est longue de 6 à 9 mm, .

#### Larves
Les larves de C. macellaria ont un corps cylindrique effilé vers l'avant avec au moins dix épines robustes autour de la zone spiraculaire, des péritrèmes incomplets, un bouton indistinct ou absent et des bandes de petites épines sur chaque segment. Elles n'ont pas de troncs trachéaux pigmentés et elles ont des épines en forme de « V » sur la protubérance anale et pas de sclérite buccale. Au troisième stade larvaire, elles peuvent atteindre une longueur de 17 mm,.
L'aspect des larves explique leur nom vernaculaire en anglais de ver-à-vis, car elles possèdent de petites épines sur chaque segment du corps qui ressemblent à des filets de vis.

## Distribution
C. macellaria est l'espèce la plus commune du genre Cochliomyia en Amérique du Nord, répartie dans le Nord de l'Amérique du Sud, l'Amérique centrale, les îles des Caraïbes, les États-Unis et le Sud du Canada.

## Cochliomyia macellariaet l'Humain

### En médecine humaine
Contrairement à C. hominivorax, C. macellaria ne s'attaque pas aux tissus sains. Cette distinction importante entre C. macellaria et C. hominivorax n'a longtemps pas été comprise ; la myiase des humains et des animaux était considérée comme universellement désastreuse. Cependant, au fur et à mesure que la compréhension médicale du processus de dégradation des tissus et d'infection progressait, on a commencé à observer que les plaies présentant des types spécifiques d'infestation par les asticots avaient en fait une gravité et une durée d'infection réduites, ce qui a conduit à l'utiliser comme asticot chirurgical sur des plaies nécrosées.
Étant donné la stigmatisation médicale entourant la mouche à vis et le faible risque existant même pour C. macellaria d'infester secondairement les tissus au-delà de l'étendue souhaitée, elle est actuellement tombée en disgrâce auprès de la communauté médicale, qui préfère le prévisible Lucilia sericata.

### En biologie médico-légale
C. macellaria, quoique largement inoffensive pour l'homme et les animaux, est un consommateur avide de chair ; elle est régulièrement parmi les premiers colonisateurs de charognes et, dans les affaires médico-légales, a depuis longtemps l'habitude de littéralement consommer des preuves. Les vers-à-vis secondaires sont particulièrement abondants sur les cadavres et les charognes dans les zones chaudes et directement ensoleillées. Heureusement, avec l'avènement récent des preuves moléculaires, les asticots de C. macellaria retirés d'un corps et bouillis jusqu'à stérilité peuvent désormais fournir des informations essentielles concernant une victime et déterminer un intervalle post mortem. Les entomologistes médico-légaux peuvent ainsi utiliser diverses méthodes d'extraction pour tester la composition du tube digestif des larves afin de déterminer si les victimes présentaient des traces de drogues ou de substances psychotropes dans leur organisme avant d'être tuées.
Il est important, cependant, pour les entomologistes médico-légaux de déterminer si le ver à vis de l'Ancien Monde, Chrysomya rufifacies, est présent dans les masses d'asticots sur le corps, car C. rufifacies arrive généralement après C. macellaria dans la succession de colonisation d'un corps et ses larves des deuxième et troisième stades peuvent être prédatrices des larves de C. macellaria. Cela pourrait entraîner un intervalle post mortem décalé de quelques jours au plus si les larves de C. rufifacies devaient s'attaquer à toutes les larves de C. macellaria,,.

## Systématique
Le nom valide complet (avec auteur) de ce taxon est Cochliomyia macellaria (Fabricius, 1775).
L'espèce a été initialement classée dans le genre Musca sous le protonyme Musca macellaria Fabricius, 1775.
Ce taxon porte en français le nom vernaculaire ou normalisé suivant : mouche à viande du sud,.
Cochliomyia macellaria a pour synonymes :
- Calliphora tibialis Macquart, 1851
- Calliphora trifasciata Brauer & Bergstamm, 1895
- Calliphora tristriata Verhuell, 1850
- Calliphora violacea Macquart, 1844
- Chrysomya affinis Robineau-Desvoidy, 1830
- Chrysomya alia Robineau-Desvoidy, 1830
- Chrysomya coerulescens Robineau-Desvoidy, 1830
- Chrysomya decora Robineau-Desvoidy, 1830
- Chrysomya lepida Robineau-Desvoidy, 1830
- Chrysomya lherminieri Robineau-Desvoidy, 1830
- Chrysomya plaei Robineau-Desvoidy, 1830
- Chrysomya socia Robineau-Desvoidy, 1830
- Chrysomya tibialis Robineau-Desvoidy, 1830
- Chrysomya viridula Robineau-Desvoidy, 1830
- Chrysomyia lynchi Lahille, 1915
- Cochliomyia fontanai García, 1952
- Lucilia curvipes Thomson, 1869
- Lucilia durvillei Macquart, 1844
- Lucilia picicrus Thomson, 1869
- Lucilia porticola Thomson, 1869
- Lucilia quadrisignata Thomson, 1869
- Lucilia rubrifrons Macquart, 1851
- Lucilia vittata Macquart, 1844
- Musca certima Walker, 1849
- Musca erythrocephala De Geer, 1776
- Musca fasciata Walker, 1853
- Musca laniaria Wiedemann, 1830
- Musca macellaria Fabricius, 1775
- Musca phauda Walker, 1849
- Musca taniaria Wiedemann, 1830
- Musca turbida Walker, 1853
- Protochrysomyia howardae Pierce, 1945
- Somomya aztequina Bigot, 1877
- Somomya flavigena Bigot, 1877
- Somomyia iridicolor Bigot, 1888